# 공성전

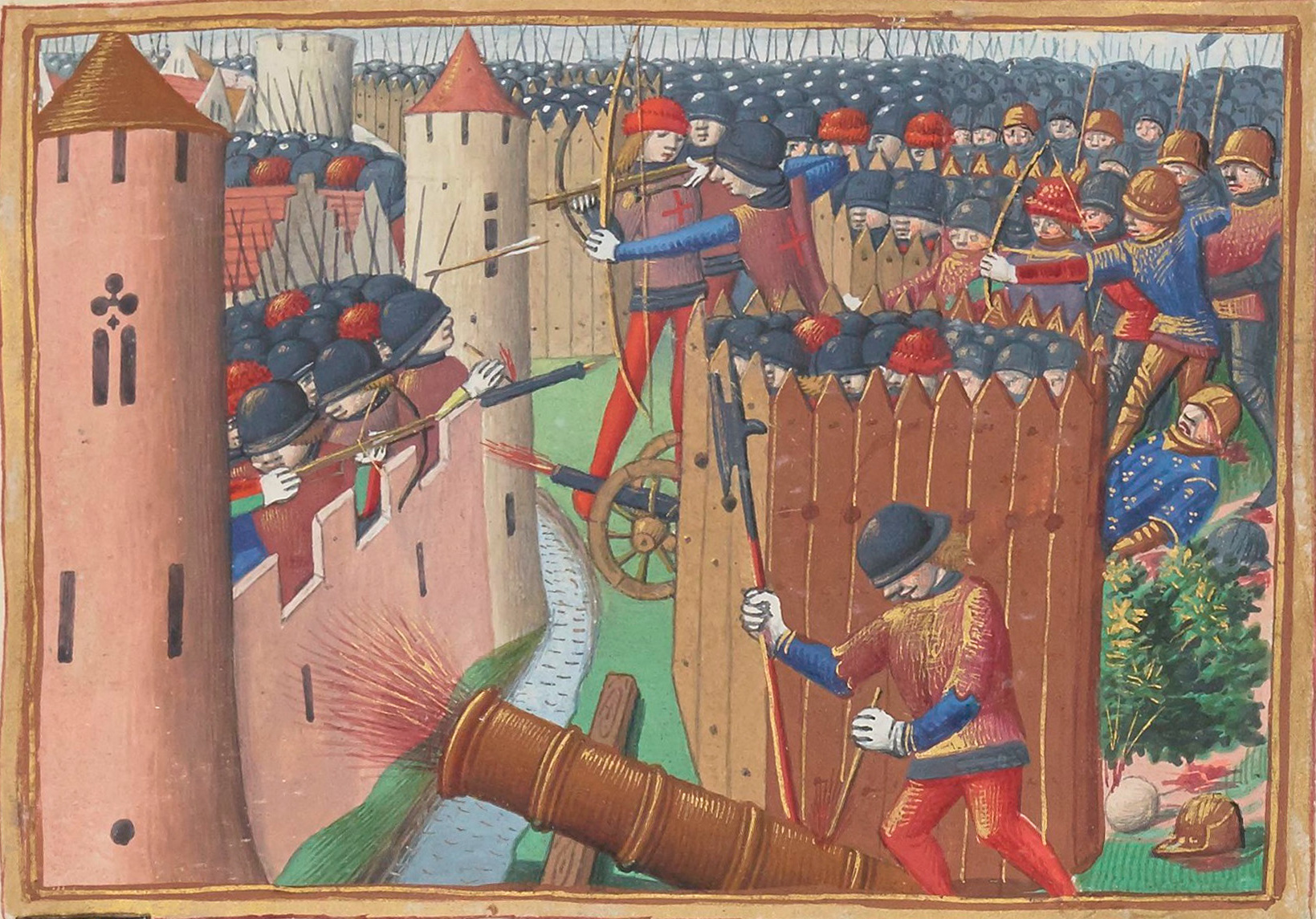

공성전(攻城戰)은 성을 비롯한 방어시설에 의존하고 있는 적을 공격하는 것이다.
기본적으로 적의 보급을 차단하는 것이 첫 번째, 그 후 방어선에 파상공세를 가하여 약한 부분을 부수고 돌입하는 것이 두 번째가 된다. 중세에 이르면, 보급의 차단만으로도 수비 측이 항복하는 경향이 나타났으며, 이후 성벽을 부술 수 있는 공성포가 도입되면서 포격거리까지 공성포를 끌고가면 수비 측이 '명예로운 항복'을 제안하는 형태가 되기도 하였다.
- 공성전을 하려면 공격하는 쪽은 성을 수비하는 쪽보다 최소 인원이 3배이상 많아야 한다.

고대의 대표적인 공성전으로, 알렉산드로스 대왕(알렉산더)의 티로스 공성전(기원전 332년)을 예로 들 수 있다.
- 티로스는 과거 13년간의 공격을 버텨낸 역사를 가지고 있었다. 항구를 두 개 가지고 있어서, 지상군의 포위만으로는 보급을 차단할 수 없었기 때문이다.
- 알렉산드로스는 지상의 포위망을 완성함과 동시에 항구를 위협할 수 있는 방파제 위의 공성탑을 건설했고, 동시에 해군을 모집하여 바다 쪽에서의 포위진형을 만들었다. 최종적으로 바다 쪽 방어선의 약점을 해군으로 돌파하고 그 돌파구를 통해 수송선에 탑승한 보병이 돌입함으로써 티로스는 7개월 만에 함락된다.

## 같이 보기
- 전격전
- 기동전
- 공성 병기
- 공성 장비